# Língua darma
A língua darma (ou darmiya, ou darmani, ou darma lwo, ou darma-lwo, ou saukas, ou shaukas) é uma língua sino-tibetana falada no Vale Darma, localizado no distrito Pithoragarh de Utaracanda. Atualmente, cerca de 1750 pessoas falam darma, o que a torna uma língua ameaçada de extinção.:60

## Etimologia
O nome darma designa, originalmente, um local: o vale Darma, por onde corre o rio Darma. Por extensão, o povo do grupo étnico Rang que vive nesse local refere-se a si mesmo como povo darma. Analogamente, a língua falada por esse povo é chamada de língua darma. Assim, darma é um locônimo:xii, isto é, o nome de uma região que foi estendido para significar também a língua do povo que vive ali. Além disso, os darma ocasionalmente usam o termo darmani para se referirem à própria língua.:1
Por outro lado, apesar de pouco usada por nativos, é comum a denominação darmiya como sinônimo de darma e darmani em catálogos de línguas.
Quando referenciada por outros povos, darma recebe outros nomes. Os kumaoni chamam todos os povos Rang de Shauka, que significa "dinheiro". Os colonizadores britânicos chamavam-nos de Bhotiya, que significa "residente do Tibete", por acharem similares as características físicas dos dois povos. Porém, nesse caso, Bhotiya é considerado um termo impróprio, já que Rang e tibetanos convivem de maneira próxima e consideram-se povos inteiramente distintos.:15

## Distribuição
Os falantes de darma vivem em vilas da Índia setentrional, no vale Darma, que ocupa os subdistritos Darchula e Munsyari do distrito Pithoragarh do estado de Utaracanda. Mais especificamente, concentram-se nas vilas Baling, Baun, Bongling, Dar, Datu, Dhakar, Dugtu, Gwo, Marchha, Nanglin, Philam, Saung, Selachal, Sipoo e Sobla, que se distribuem às margens do rio Darma.
Não se conhecem dialetos dentro da língua darma. Pesquisas empíricas apontam para uma certa uniformidade da língua, mas especialistas não consideram robustas as evidências disponíveis.:19
A classificação genética do darma não é bem definida, mas ele é amplamente descrito como uma língua himalaia ocidental intimamente ligada às linguas Byansi, Chaudangsi e Rangkas.:28

## Fonologia
A língua darma apresenta os seguintes fonemas consonantais:
|             | Bilabial | Dental   | Alveolar | Retroflexa | Palatal | Velar    | Uvular | Glotal |
| ----------- | -------- | -------- | -------- | ---------- | ------- | -------- | ------ | ------ |
| Oclusiva    | p, b, pʰ | t̪, d, t̪ʰ | t, tʰ    | ʈ, ɖ, ʈʰ   | c, ɟ    | k, ɡ, kʰ |        |        |
| Nasal       | m        | n        |          |            |         | ŋ        |        |        |
| Tepe        |          |          | ɾ        |            |         |          |        |        |
| Fricativa   |          | s        | s        |            |         |          | χ      | h      |
| Aproximante |          |          | l        |            |         |          |        |        |
| Semivogal   | w        |          |          |            | j       |          |        |        |

E os seguintes fonemas vocálicos:
|         | Anterior | Central | Posterior |
| ------- | -------- | ------- | --------- |
| Fechada | i        |         | u         |
| Média   | e, ɛ     |         | o, õ      |
| Aberta  |          | a, ã    |           |

Em uma quantidade pequena de palavras, ocorre marca de tom: alto ou baixo. Nesta seção, o tom alto será distinguido do baixo por meio de um acento agudo (´). Por exemplo, os pares de palavras la (mão), lá (lua) e me (fogo), mé (olho) apresentam diferença de tom. No entanto, nota-se que falantes mais jovens têm dificuldade de distinguir tons, o que parece indicar que sua escassez na língua é resultado de perda tonal, e não de tonogênese.:71

## Ortografia
A língua darma não tem sistema de escrita. Dessa forma, para documentar o darma, pesquisadores usam alternativas como o alfabeto fonético internacional (IPA) e sistemas de ortografia prática baseados no IPA. Ao longo das seções seguintes, será adotada a ortografia prática estabelecida por Christina Marie Willis.:66

## Gramática

### Pronomes
Um traço característico de línguas tibeto-birmanesas, inclusive o darma, é a chamada pronominalização. Esse fenômeno consiste em marcar o sintagma nominal de uma oração por meio de seu verbo. Mais especificamente, o darma apresenta pronominalização de sujeitos da primeira pessoa do plural ou da segunda pessoa do plural ou do singular.:347
Mesmo assim, existem pronomes na língua. Usualmente, eles têm função deítica, ou seja, expressam ideias que dependem do contexto da comunicação. Em darma, a forma pronominal adequa-se a seu referente, que é uma entidade ou (1) presente no espaço físico compartilhado pelos interlocutores, ou (2) invisível, ou (3) estabelecida anteriormente no discurso (função anafórica). O emprego do pronome adequado depende do tipo de referente.:199

#### Pronomes pessoais
Os pronomes pessoais do darma fazem distinção de pessoa, número e caso gramaticais.
| Pessoa | Número   | Absolutivo | Ergativo  | Dativo    | Possessivo |
| ------ | -------- | ---------- | --------- | --------- | ---------- |
| 1      | singular | [ɟi]       | [ɟi su]   | [ɟi ɟo]   | [ɟu gu]    |
| 2      | singular | [gɛ]       | [gɛ su]   | [gɛ ɟo]   | [gu gu]    |
| 3      | singular | [ʔu]       | [ʔu su]   | [ʔu ɟo]   | [ʔu gu]    |
| 1      | plural   | [niŋ]      | [niŋ su]  | [niŋ ɟo]  | [niŋ gu]   |
| 2      | plural   | [gɛni]     | [gɛni su] | [gɛni ɟo] | [gɛni gu]  |
| 3      | plural   | [wi]       | [wi su]   | [wi ɟo]   | [wi gu]    |

O pronome pessoal pode aparecer em qualquer posição de uma frase. Além disso, podem acompanhar explicitamente o referente, mas isso não é necessário.:200

### Substantivos

#### Formação
Não existe uma estrutura geral para os substantivos do darma. Os substantivos dividem-se em duas classes morfológicas: os substantivos primitivos e os substantivos derivados. Substantivos primitivos são termos não flexionados com significado lexical independente. Eles podem ser monossilábicos (como [mi] "pessoa" e [cɪm] "casa") ou multissilábicos (como [ku.maŋ] "verão" e [wo.ɾa.çi.ɾi] "marido"). Substantivos derivados resultam de outros termos por meio de diferentes estratégias de derivação. Nesse sentido, um substantivo pode ser derivado a partir de um verbo (que é colocado no infinitivo) ou de um par de termos (que pode ser formado por dois substantivos primitivos, por um substantivo derivado e um primitivo, ou por um adjetivo derivado e um substantivo primitivo). Por exemplo, os substantivos primitivos [maɾ] "ghee" e [t̪i] "água" combinam-se para formar [mart̪i] "óleo". Em darma, os substantivos compostos são majoritariamente empregados para denotar parentesco. Um exemplo disso é bamina "pais" (no sentido de "progenitores"), que deriva de ba "pai" e mina "mãe".(164-167)

#### Gênero
A língua darma não tem gênero gramatical, mas tem substantivos femininos derivados de composição com morfemas de gênero. O sufixo xya marca o gênero de mulheres. Por exemplo,  r’ang "Rang" dá origem a r’angxya "mulher Rang" e r’ithi "proprietário, chefe, marido" dá origem a r’ithixya, que significa a esposa dele.(172-174)

### Verbos
Em darma, as formais verbais são formadas por duas partes: uma raiz, contém o significado lexical do verbo, e uma morfologia flexional, que expressa flexão de pessoa, número, tempo, aspecto e modo.:327
Raizes verbais tendem a ser monossilábicas e subdividem-se em raízes transitivas (com mais de um argumento) e raízes intransitivas (com um só argumento). Os sufixos de formas verbais não pretéritas permitem identificar a transitividade de um verbo. Um verbo transitivo (por exemplo, [ce] "cortar" e [da] "dar") não precisa aparecer com seus argumentos (sujeito e objeto) explícitos, de modo que seu significado só pode ser inferido pelo contexto de comunicação. Da mesma forma, um verbo intransitivo (como [ci] "encontrar" e [de] "ir") não precisa vir acompanhado de um argumento (sujeito) explícito.(328-330)
O darma tem dois verbos auxliares: lee- e ni-, que marcam tempo, aspecto, modo e concordância. O primeiro tem duas funções: de auxiliar existencial e de verbo "ser, tornar-se, acontecer". O segundo funciona como verbo de ligação.(335-336)
Em darma, há dois tempos verbais principais: o não passado e o passado. O não passado é marcado por dois paradigmas flexionais: as desinências série-d, usadas em verbos transitivos, e as desinências série-h, usadas em verbos intransitivos.
|        | Instransitivos | Instransitivos | Transitivos | Transitivos |
| Pessoa | Singular       | Plural         | Singular    | Plural      |
| ------ | -------------- | -------------- | ----------- | ----------- |
| 1      | [-hi]          | [-hɛn]         | [-di]       | [-dɛn]      |
| 2      | [-hɛn]         | [-hɛni]        | [-dɛn]      | [-dɛni]     |
| 3      | [-ni]          | [-ni]          | [-da]       | [-da]       |

Por exemplo, uma construção no não passado seria ji 7askort partrti r’u xyunghi "Eu vivo na área Askot". O passado, por sua vez, também é marcado por desinências, mas que só diferem em relação à transitividade do verbo nas formas em terceira pessoa. As formas em terceira pessoa de verbos intransitivos são marcadas por -ju, enquanto as de verbos transitivos são marcadas por -su, porém há exceções a essa regra.
|        | Instransitivos | Instransitivos | Transitivos | Transitivos |
| Pessoa | Singular       | Plural         | Singular    | Plural      |
| ------ | -------------- | -------------- | ----------- | ----------- |
| 1      | [-ju]          | [-su]          | [-ju]       | [-su]       |
| 2      | [-su]          | [-su]          | [-su]       | [-su]       |
| 3      | [-ɟu]          | [-ɟu]          | [-su]       | [-su]       |

Por exemplo, uma construção no passado seria [gɛ da-n-su] "Você deu".(354-356)

### Sentenças
O darma é considerado uma língua ergativa-absolutiva. Assim, em sentenças declarativas, sua ordem básica é SV/AOV; ou seja, se o verbo for intransitivo, a ordem é (sujeito) + (objeto), se for transitivo, a ordem fica (agente) + (objeto) + (verbo). Ainda como língua ergativa-absolutiva, o darma tem um alinhamento típico. Dessa maneira, o sujeito de um verbo intransitivo é marcado da mesma forma como é marcado o objeto de um verbo transitivo; mas o agente de um verbo transitivo, quando explícito, é marcado de forma diferente.:192

## Numerais
O sistema de numerais darma encontra-se em processo de desuso. Pelo contato com outras línguas, novas gerações de falantes vêm substituindo os numerais darma por numerais hindus. Existem evidências de que esse sistema conta com numerais cardinais, partitivos e ordinais. Apesar da tendência de línguas himalais ocidentais terem sistemas de numeração vigesimais, o darma parece mesclar elementos decimais e vigesimais em seu sistema. De fato, os números de 1 a 10 recebem nomes únicos, mas os de 11 a 19 derivam de combinações dos anteriores.(274-276)
| Número | Numeral darma | Número | Numeral darma |
| ------ | ------------- | ------ | ------------- |
| 1      | [t̪aku]        | 6      | [ʈuku]        |
| 2      | [niçju]       | 7      | [neçju]       |
| 3      | [sɯm]         | 8      | [ɟjɛdu]       |
| 4      | [pi]          | 9      | [gwi]         |
| 5      | [ŋaj]         | 10     | [ci]          |